# Gerhard Meier (Assyriologe)
Gerhard Meier (* 31. August 1913 in Podgórz bei Thorn; † wohl 1945 [vermisst]) war ein deutscher Assyriologe.
Gerhard Meier studierte Orientalistik an der Berliner Universität, wo er 1936 zum Dr. phil. promoviert wurde. Ab 1935 war er mit Bruno Meissner an den Vorarbeiten zum Akkadischen Handwörterbuch beteiligt. Er verfasste mehrere Aufsätze und Artikel für das Archiv für Orientforschung, für die Zeitschrift für Assyriologie und für die Realenzyklopädie der klassischen Altertumswissenschaft (RE).
Im Zweiten Weltkrieg kämpfte Meier an der Ostfront; seit Januar 1945 gilt er als vermisst.

## Schriften (Auswahl)
- Die assyrische Beschwörungssammlung Maqlû. Neu bearbeitet von Gerhard Meier. Berlin 1937 (Archiv für Orientforschung, Beiheft 2; = Dissertation). Neudruck Osnabrück 1967